# Zee Cine Award/Bester Komiker
Der Zee Cine Award Best Actor in a Comic Role (bester Komiker) ist eine Kategorie des indischen Filmpreises Zee Cine Award.
Der Zee Cine Award Best Actor in a Comic Role wird von der Jury gewählt und bei der Verleihung im März bekanntgegeben.
Die Schauspieler Govinda, Paresh Rawal, Arshad Warsi und Riteish Deshmukh sind jeweils zweifache Gewinner in dieser Kategorie. 
Liste der Gewinner:
| Jahr | Schauspieler      | Film                          | Deutscher Titel                     |
| ---- | ----------------- | ----------------------------- | ----------------------------------- |
| 1998 | Kamal Hassan      | Chachi 420                    | —                                   |
| 1999 | Govinda           | Bade Miyan Chote Miyan        | —                                   |
| 2000 | Govinda           | Haseena Maan Jaayegi          | —                                   |
| 2001 | Paresh Rawal      | Hera Pheri                    | —                                   |
| 2002 | Johnny Lever      | Love Ke Liye Kuchh Bhi Karega | —                                   |
| 2003 | Paresh Rawal      | Awara Paagal Deewana          | —                                   |
| 2004 | Arshad Warsi      | Munnabhai M.B.B.S.            | —                                   |
| 2005 | Riteish Deshmukh  | Masti                         | Masti – Seitensprünge lohnen nicht! |
| 2006 | Riteish Deshmukh  | Bluffmaster                   | —                                   |
| 2007 | Arshad Warsi      | Lage Raho Munna Bhai          | Munna Bhai – Lachen macht gesund    |
| 2008 | Vinay Pathak      | Bheja Fry                     | —                                   |
| 2009 | keine Verleihung  |                               |                                     |
| 2010 | keine Verleihung  |                               |                                     |
| 2011 | Boman Irani       | Well Done Abba                | —                                   |
| 2012 | Divyendu Sharma   | Pyaar Ka Punchnama            | —                                   |
| 2013 | Abhishek Bachchan | Bol Bachchan                  | —                                   |
| 2014 | Varun Sharma      | Fukrey                        | —                                   |